# Žbogar
Žbogar je priimek več znanih Slovencev:
- Alenka Žbogar (*1971), literarna zgodovinarka, univ. prof.
- Andej Žbogar, TV? montažer
- Anton Žbogar, fotograf ?
- Darinka Žbogar (1925—2014), knjižničarka in kulturna delavka
- Dimitrij Žbogar, zamejski narodni delavec, politik (Zgonik)
- Jure Žbogar, jadralec -  "Optimist"
- Katka Žbogar, antropologinja
- Rajko Žbogar (Zbogar), izrazni fotograf, karikaturist, medaljer, kipar, oblikovalec
- Robert Žbogar (*1989), plavalec
- Samuel Žbogar (*1962), politolog, diplomat in politik
- Slavko Žbogar, jadralec
- Stanislav Žbogar, športni delavec (jadralstvo)
- Tomaž Žbogar, podpolkovnik SV, predsednik društva vojaških gornikov
- Vasilij Žbogar (*1975), jadralec